# Desmoloma erratica
Desmoloma erratica är en fjärilsart som beskrevs av William Schaus 1906. Desmoloma erratica ingår i släktet Desmoloma och familjen tofsspinnare. Inga underarter finns listade i Catalogue of Life.